# 吴氏花蟹蛛
吴氏花蟹蛛（学名：Xysticus wuae）为蟹蛛科花蟹蛛属的动物。分布于欧洲以及中国大陆的新疆等地，一般栖息于农田中。该物种的模式产地在新疆。